# 4. Kavallerie-Division (Wehrmacht)
La 4. Kavallerie-Division (4ª divisione di cavalleria) fu una divisione della Wehrmacht operativa durante gli ultimi mesi della seconda guerra mondiale.

## Storia
La 4. Kavallerie-Division ebbe origine nel febbraio 1945 dalla 4. Kavallerie-Brigade ed operò in Ungheria fino a marzo (sottoposta alla 6ª armata), per poi spostarsi in Austria (più precisamente in Stiria) agli inizi di aprile agli ordini del I corpo di cavalleria della 2ª armata corazzata. L'8 maggio 1945 si arrese alle forze britanniche a Mauterndorf.

## Simboli
La divisione, escluso il 41º reggimento cavalieri, fu autorizzata ad usare uno speciale simbolo costituito da un teschio con dietro ad esso delle ossa incrociate. Il 41º reggimento usava invece un simbolo con le ossa incrociate direttamente sotto la mascella del cranio (simbolo usato in origine dal 92º reggimento di fanteria del Braunschweig e dal 17º reggimento ussari del Braunschweig). Il 5º reggimento cavalieri venne altresì autorizzato, il 6 dicembre 1944, ad indossare una particolare fascia al braccio con la scritta "Feldmarschall v. Mackensen".
Ancora, l'unità adottò uno stemma non ufficiale indossato nella parte alta della manica destra dell'uniforme consistente in uno scudo di lana gialla contornato da un doppio bordo nero, al cui interno stavano due teste di cavallo stilizzate in nero che guardavano in direzione opposta.

## Ordine di battaglia
- Reiter-Regiment 5 (5º reggimento cavalieri)
- Reiter-Regiment 41
- Artillerie-Regiment 870 (870º reggimento artiglieria)
- Panzer-Aufklärungs-Abteilung 70 (70º battaglione da ricognizione corazzato)
- Nachrichten-Abteilung 387 (387º battaglione comunicazioni)
- Divisionseinheiten 70 (servizi e supporto)

## Decorazioni
Alcuni soldati della 4. Kavallerie-Division furono premiati per le loro azioni in guerra:
- Croce Tedesca
  - in oro: 15
- Croce di Cavaliere della croce di ferro: 9
  - Croce di Cavaliere con foglie di quercia: 1 (Rudolf Holste e Georg Graf von Plettenberg)[3]
- Distintivo per combattimenti ravvicinati:
  - in oro: 1

## Comandanti
- Generalmajor Rudolf Holste (febbraio 1945 - 24 marzo 1945)
- Generalleutnant Helmuth von Grolman (24 marzo 1945 - 8 maggio 1945)[4]